# Православный колледж при Николо-Сольбинском монастыре
Православный колледж при Николо-Сольбинском монастыре — частное профессиональное образовательное учреждение среднего профессионального образования. Первый православный колледж в России. Создан при Николо-Сольбинском женском монастыре (Переславская епархия, Московский Патриархат, Русская Православная Церковь). Первый православный колледж расположен в 180 км от Москвы и Ярославля, в 95 км от города Сергиев Посад.

## История создания
Первый православный колледж был создан в 2006 году, когда при Николо-Сольбинском монастыре открылась регентская школа. Первыми учениками регентской школы стали сестры монастыря.
В 2016 году был создан профессиональный колледж, который получил лицензию, государственную аккредитацию и конфессиональное представление.
В колледже действуют программы вероучительного содержания и духовно-нравственной направленности среднего профессионального образования, изучаются предметы православного компонента: церковнославянский язык, церковное пение, основы православной веры, включающие в себя историю Священного Писания Ветхого и Нового Завета, историю Христианской Церкви, историю Русской Православной Церкви, православное вероучение, нравственное богословие.
Студенты проживают и обучаются при Николо-Сольбинском женском монастыре. В колледже использован образовательно-воспитательный потенциал монастырской среды, монастырского быта.

## Название колледжа
2016—2024 гг. — Частное профессиональное образовательное учреждение колледж «Добрая школа на Сольбе».
С 2024 г. — Частное профессиональное образовательное учреждение «Первый православный колледж».

## Хор «Сольба»
Особенностью Первого православного колледжа является хор «Сольба», который вырос из школьного хора. Сейчас он состоит из студентов колледжа.
Хор «Сольба» поет на богослужениях в монастыре, дает концерты в разных городах России и за границей, выступает на главных концертных площадках столицы, в том числе в Государственном Кремлевском Дворце, в Зале Церковных Соборов Храма Христа Спасителя, в Московской Консерватории имени П. И. Чайковского.
В репертуар хора «Сольба» входят церковные песнопения, патриотические, русские народные и классические произведения.